# Mansfieldite
La Mansfieldite est un minéral rare, constitué d'arséniate d'aluminium dihydraté, qui a été nommé d'après un géologue américain, George Rogers Mansfield (1875-1947). Il est considéré comme une espèce valide depuis 1948. C'est un membre du groupe de la variscite. La mansfieldite forme une série avec la scorodite, dont elle est l'analogue aluminium. La mansfieldite est incolore en lumière transmise. Elle est principalement constituée d'oxygène (47,54 %). Les autres éléments comprennent l'arsenic (37,1 %), l'aluminium (13,36 %) et l'hydrogène (2 %). Les cristaux de mansfieldite sont d'origine hydrothermale dans des roches pyroclastiques andésitiques altérées et minéralisées. À cause de la taille de ses cristaux, la mansfieldite est difficile à observer même sous un microscope. La variante rose du minéral est due à des impuretés de cobalt, sinon il est blanc à gris clair. On le trouve aux USA, au Mexique, en France, en Algérie, au Royaume-Uni, en Australie, en Allemagne et au Kazakhstan.

## Cristallochimie
Elle forme une série avec la scorodite et appartient au groupe de la variscite.

### Groupe de la variscite
Groupe de phosphates et arséniates isomorphes de formule générale : A(XO4)·2H2O où A peut être Fe3+ ou Al ; X peut être P ou As.
Il comprend :
- Mansfieldite : AlAsO4·2H2O
- Scorodite : Fe3+AsO4·2H2O
- Strengite : Fe3+PO4·2H2O
- Variscite : AlPO4·2H2O